# Petra Gössi
Petra Gössi, née le 12 janvier 1976 à Lucerne (originaire de Küssnacht am Rigi), est une personnalité politique suisse, membre du Parti libéral-radical (PLR). 
Elle est députée du canton de Schwytz au Conseil national de décembre 2011 à décembre 2013 puis au Conseil des États, et présidente du PLR d'avril 2016 à décembre 2021.

## Biographie
Petra Gössi naît le 12 janvier 1976 à Lucerne. Elle est originaire de Küssnacht am Rigi, dans le canton de Schwytz.
Elle obtient sa maturité en 1996 à Immensee, puis étudie le droit à l'Université de Berne. Elle décroche sa licence en 2002. Elle est également titulaire d'un master en criminalité économique de la Haute école spécialisée de Lucerne, obtenu en 2007[source secondaire souhaitée].
Elle travaille pour Baryon AG à Zurich.
Elle habite à Küssnacht am Rigi.

## Parcours politique
Elle siège au Conseil cantonal de Schwytz de juin 2004 à novembre 2011. Elle est par ailleurs membre du comité exécutif du PLR du canton de Schwytz depuis 2006 et le préside de 2012 à 2016,.
Elle est élue au Conseil national lors des élections fédérales de 2011 et réélue en 2015 et 2019. Elle siège à la Commission des finances (CdF) et à la Commission judiciaire (CJ) lors de son premier mandat (de décembre 2011 à décembre 2015), puis à la Commission des affaires juridiques (CAJ) et à la Commission de l'économie et des redevances (CER) lors de son deuxième mandat (de décembre 2015 à décembre 2019). Lors de son troisième mandat, elle ne siège plus qu'à la CER.
Elle est élue à la présidence du PLR Suisse lors de l'assemblée des délégués du PLR du 16 avril 2016, après le retrait de Philipp Müller. Elle est réélue le 24 mars 2018. Le 14 juin 2021, elle annonce sa démission pour la fin de l'année. Celle-ci devient effective le 2 octobre 2021, avec l'élection de son successeur Thierry Burkart.
Elle est élue au Conseil des États en octobre 2023, au détriment du sortant du Centre Othmar Reichmuth. Arrivée en première position des candidats, elle devient la première femme du canton de Schwytz à siéger à la chambre haute du parlement. Elle y rejoint la Commission des institutions politiques (CIP), la Commission de politique extérieure (CPE) et la Commission de gestion (CdG).

### Positionnement politique
Elle plaide en faveur d'un État fédéraliste et allégé, où les personnes peuvent penser, travailler et vivre librement et où la responsabilité personnelle est élevée. Elle est plutôt sceptique quant à la protection de l'environnement et à la promotion financière de la culture par le gouvernement fédéral. En février 2016, elle fait sensation lorsqu'elle se prononce contre l'arrêt[Lequel ?] de la Cour européenne des droits de l'homme en Suisse, en indiquant qu'elle considère que le respect des droits de l'homme est acquis en Suisse et qu'elle s'inquiète du fait que la Cour européenne des droits de l'homme élargisse ses compétences par elle-même. Elle ne soutient pas l'initiative pour l'autodétermination de l'Union démocratique du centre.
Elle est contre l'adhésion à l'Union européenne et en faveur d'une défense vigoureuse des traités bilatéraux, qui sont « les garants du modèle réussi de la Suisse ».
Elle est plutôt conservatrice sur les questions de société. Elle est contre la légalisation des drogues douces et contre la permission de l'euthanasie active. Elle a changé sa position négative initiale sur le mariage et l'adoption d'un enfant par l'autre partenaire au sein des couples de même sexe et soutient l'initiative parlementaire de Kathrin Bertschy qui veut permettre cette mesure.
En 2020 elle se positionne pour qu'une enquête parlementaire soit menée sur la société Crypto AG, mise en cause dans l'affaire Cryptoleaks.